# Sainte-Gemme (Marna)
Sainte-Gemme è un comune francese di 141 abitanti situato nel dipartimento della Marna nella regione del Grand Est.

## Società

### Evoluzione demografica
Abitanti censiti